# Aeropuerto Internacional de Sihanoukville
El Aeropuerto Internacional de Sihanoukville (IATA: KOS, OACI: VDSV), ubicado a 18 km al este de Sihanoukville, es el tercer aeropuerto internacional de Camboya. El aeropuerto es también conocido como Aeropuerto Kang Keng. El código IATA KOS procede del antiguo nombre de Sihanoukville de Kompong Som.
El aeródromo fue construido inicialmente en los sesenta con ayuda de la Unión Soviética. Tras un largo periodo de no utilizarlo durante y después de la dictadura del Jemer Rojo, el aeropuerto fue oficialmente reinaugurado el 15 de enero de 2007. La pista está siendo ampliada hasta los 2200 metros, que permitirá acoger a aviones mayores como el Boeing 737.

## Aerolíneas y destinos
- Apsara International Air (Siem Reap-Angkor)
- Cambodia Angkor Air (Nom Pen, Siem Reap-Angkor)
- Cambodia Bayon Airlines (Nom Pen, Siem Reap-Angkor)
- SilkAir (Singapur [charter])
- Sky Angkor Airlines (Siem Reap-Angkor [estacional], Seúl-Incheon [estacional])

### Antiguas aerolíneas y destinos
- PMTair (Siem Reap) -- cancelado tras el accidente del Vuelo 241 de PMTair